# Habenaria pinzonii
Habenaria pinzonii är en orkidéart som beskrevs av Roberto González Tamayo och Cuevas-figueroa. Habenaria pinzonii ingår i släktet Habenaria och familjen orkidéer. Inga underarter finns listade i Catalogue of Life.